# Momoiro Clover Z
Momoiro Clover Z (ももいろクローバーZ), ou en abrégé Momoclo (ももクロ), est un groupe féminin de J-pop et pop punk japonais. Le groupe est composé d'idoles japonaises ayant commencé leur carrière en mai 2008.
En 2013, le groupe est classé à la 4e place des artistes musicaux pour ce qui est des revenus au Japon.

## Biographie

### Origines et concept (2008–2009)

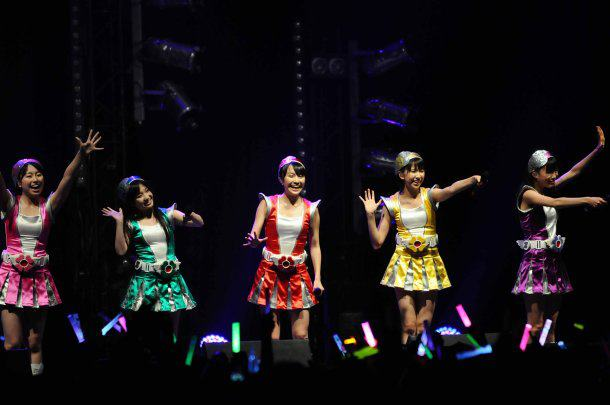
Momoiro Clover Z à la Japan Expo 2012 à Paris. De gauche à droite : Ayaka Sasaki, Momoka Ariyasu, Kanako Momota (leader), Shiori Tamai et Reni Takagi.

Formé au printemps 2008 et ses débuts officiellement comme une unité de six membres, un an plus tard, le groupe s'appelait à l'origine Momoiro Clover (littéralement Peach-Colored Clover, en français : « Trèfle de la couleur d'une pêche » donc rose). Le nom est choisi pour signifier que le groupe était composé de jeunes filles innocentes qui voulaient apporter du bonheur aux gens,,,.
Momoiro Clover est formé par l'agence de talents Stardust Promotion mi-2008. À l’origine, les six membres étaient Reni Tagaki, Miyuu Kagawa, Manami Ikura, Kanako Momota, Shiori Tamai et Tsukina Takai. Mais Tsukina démissionne en juillet 2008 afin d’être transférée chez le groupe nouvellement formé SKE48. Sumire Fujishiro rejoint le groupe d’idols quelques jours plus tard en août 2008. Elles commencent à tourner un peu dans des événements de rue. Le 23 novembre 2008, le groupe est rejoint par Yukina Kashiwa, Akari Hayami, et Ayaka Sasaki en tant que nouvelles membres du groupe. Miyuu Kagawa, Manami Ikura et Sumire Fujishiro ont annoncé leur graduation (remise de diplôme) en décembre 2008. Peu après, c'est Yukina Kashiwa qui quitte le groupe ; elle se retire en mars 2009.
Ensuite les choses s’accélèrent un peu, il semblerait que le groupe marche de mieux en mieux. Pour soutenir et promouvoir leur premier single "indie" Momoiro Punch, le groupe a profité des vacances scolaires de mai à août et est allé en minibus pour une longue tournée à travers le Japon, de Hokkaido à Fukuoka. Le groupe a donné un total de 104 concerts dans 24 magasins d'électronique du réseau de Denki Yamada. La tournée s'intitule Yamada Denki Presents: Momoiro Clover Japon Tour 2009 Momoiro Typhoon.
Le 26 juillet 2009, au milieu de la tournée et peu de temps avant la sortie du premier single indie, Momoka Ariyasu a été ajoutée au groupe en tant que sixième membre ,. Le single est prévu pour être publié sur 22 juillet mais a été reportée jusqu'au 5 août,. Il se vend uniquement à des événements en direct du groupe, et il atteint la 11e place dans l'Oricon Daily Singles Chart et la 23e dans le classement hebdomadaire.
Vient ensuite la sortie de leur deuxième single Mirai e Susume!. De son côté, la France reconnait officiellement l'existence des Momoiro Clover en voyant apparaître une interview sur Nolife dans Kira Kira Japan. C'est ensuite le tour de leur troisième single Ikuze! Kaitō Shōjo. Ce single fera de bonnes ventes le premier jour grâce à des préventes assez particulières, mais efficaces, lors de différents événements.

### Débuts en major (2010)

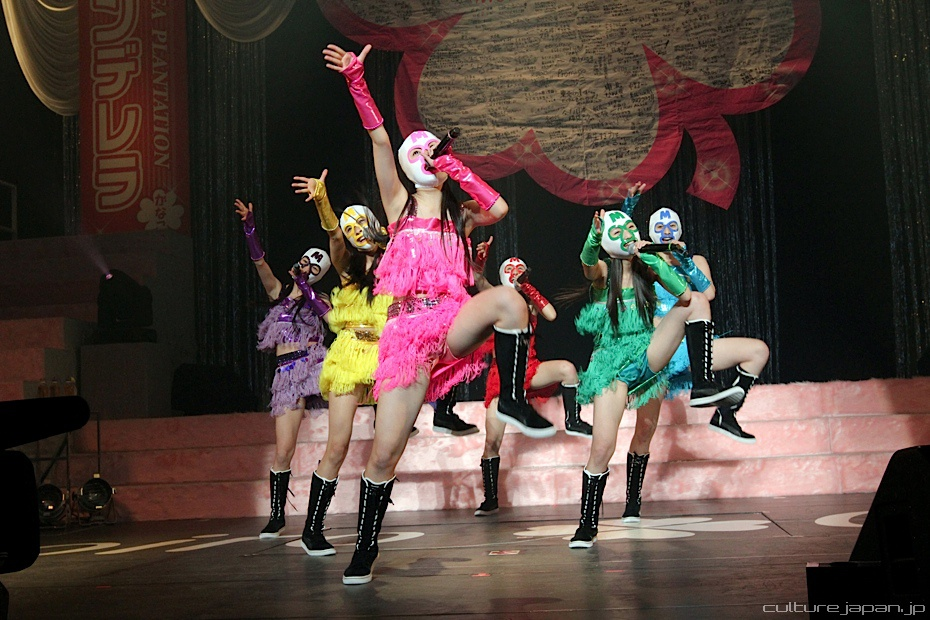
Momoclo en tant que groupe de six filles en concert avec les costumes et les masques vers 2010.

Le 3 mars 2010, Momoiro Clover signe un contrat avec Universal Music Japan pour sortir ce single le 5 mai, la Journée de l'enfant. Lors de la même cérémonie, les filles affirment leurs objectifs pour l'année à venir, qui sont ceux d'atteindre la première place sur l'Oricon, participer à Kōhaku Uta Gassen et de chanter à Budokan. Ikuze! Kaito Shôjo leur permettra un passage en major sous le label Universal Music Japan. La chanson est écrite, composée et arrangée par Kenichi Maeyamada. Il était initialement prévu que le groupe allait donner 28 concerts et le nombre 28 est inclus dans le titre de la tournée. Le single fait ses débuts en atteignant la première position dans l'Oricon Daily Singles Chart et la 3e position des classements hebdomadaires.
Après le départ de Kashiwa le 9 mars 2010, un groupe devient alors un quintet membres composé de Reni Takagi, Kanako Momota, Akari Hayami, Shiori Tamai, et Ayaka Sasaki. Le 13 août 2010, les Momoiro Clover sortent leur premier film . Le film, intitulé Shirome est dans le genre un film d'horreur du genre « faux documentaire ». Alors qu'il est filmé, les filles se trompent en croyant participer à un documentaire sur une légende urbaine et que tout ce qui se passe était authentique,,,,.
Partant de Universal Records après seulement un single, le groupe signe chez King Records, le 23 août, lors d'un événement de lancement pour leur prochain single Pinky Jones, (single qui marque le passage chez King Records) dans le clip de la chanson, les filles apparaissent vêtues de robes de mariée, symbolisant leur union avec King Records. Leur deuxième single major (premier sur King Records et quatrième au total) a été composé par Narasaki et avait une ambiance « plus chaotique » que leurs chansons précédentes. Elle single est 6e dans les classements quotidiens et 8e dans les classements hebdomadaires.
Avec ce changement,[ c'est une médiatisation plus importante ainsi que trois PV pour illustrer les trois titres que le single contiendra (Pinky Jones, Coco☆Natsu, Kimi to Sekai). Le 24 décembre 2010, Momoiro Clover donnent leur premier concert solo dans une salle de concert. Nihon Seinenkan, une salle contenant 1 300 places, qui sont vendus en 30 minutes.

### Modification du nom (2011)
En 2011, après le retrait de subleader Akari Hayami du groupe, la direction ajoute la lettre « Z » au nom du groupe. Au Japon, « Z » est en fait le symbole de l'évolution,. Les membres groupe sont parfois surnommées « Héroïnes du week-end » (週末 ヒロイン, Shūmatsu Hiroin), car la plupart des membres sont encore des étudiantes et le groupe est actif principalement en fin de semaine. Le 16 janvier 2011, à l'événement de sortie pour une nouvelle chanson intitulée Mirai Bowl pour le 9 mars 2011, la sous-leader Akari Hayami déclare avoir décidé de démissionner du groupe en avril. Akari explique que son « personnage » n'était pas adapté à être une idole pour la musique et que son rêve était de devenir une actrice,.
Le dernier single avec Akari, intitulé Mirai Bowl / Chai Maxx, sort le 7 mars 2011 et est placé 3e dans les classements hebdomadaires de l'Oricon. Le 27 mars, les Momoclo avaient publié leur premier live en DVD , qui contient l'enregistrement de leur premier concert donné en décembre dernier,. Pendant le concert de « graduation » d'Akari Hayami le 10 avril, la direction du groupe a annoncé le groupe sera désormais représenté sous le nom de Momoiro Clover Z après le départ d'Akari,,.
Quand le premier single (après le départ de Akari), Z Densetsu ~Owarinaki Kakumei~, est interprété en public pour la première fois, la performance sur scène et la nouvelle image du groupe sont décrites comme impressionnantes pour le public,,. Les membres portent des tenues de guerrières avec des casques et des soi-disant « ceintures de transformation », et tout cela avec chacune leur couleur attribuée (costumes faisant penser à ceux des Power Rangers). Elles portent notamment ceux-ci pendant le tournage du clip de la chanson.

### Popularité japonaise croissante (2011–2013)

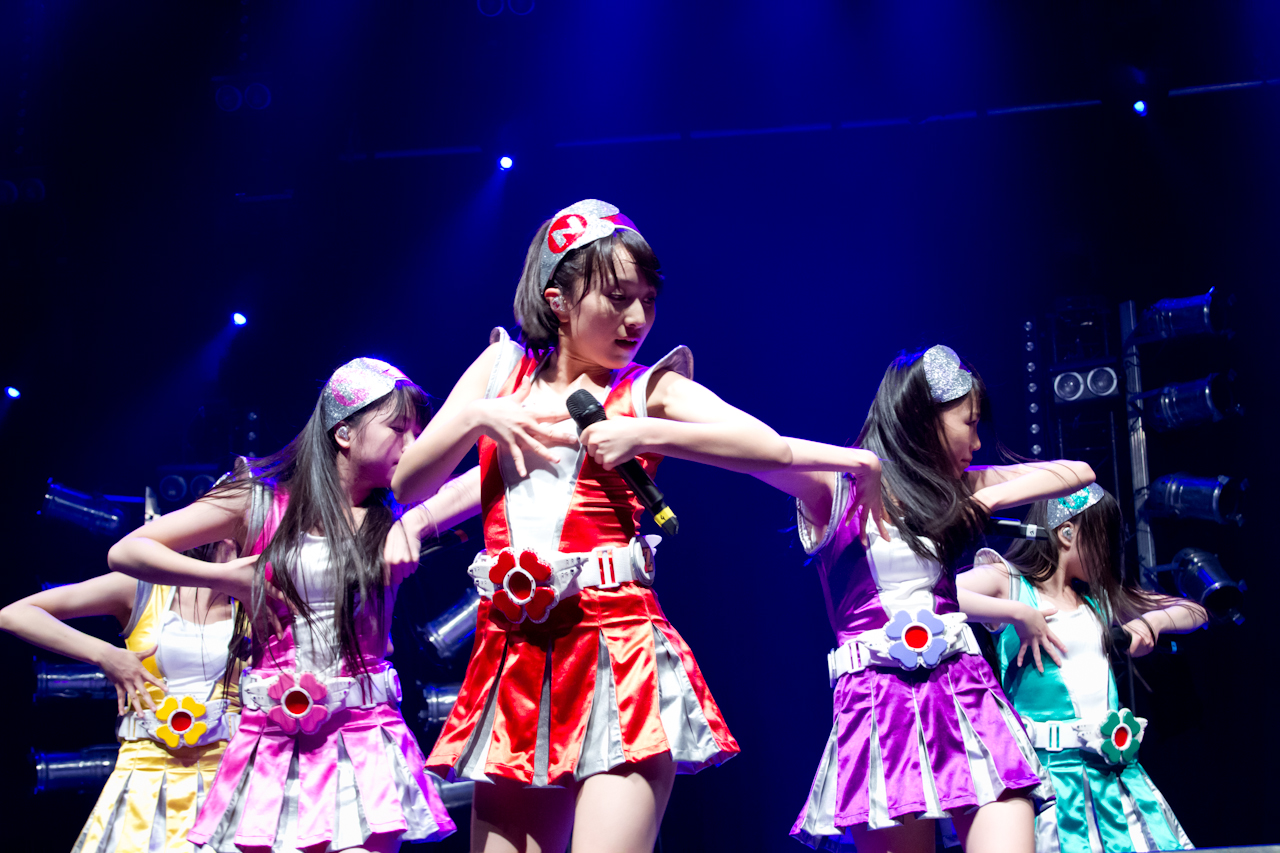
Momoiro Clover Z en 2012.

Le 27 juillet 2011, Les Momoclo sortent leur premier album, Battle and Romance sous le nom de Momoiro Clover Z. Plus tard, en décembre, Hotexpress décrit le groupe comme le no 1 des idole artiste révolutionnaire de l'année 2011 et déclare que l'album devient un grand tournant pour les membres. En février 2012, Battle and Romance remporte le Grand Prix dans des boutique de CD. Les Momoclo sont les premières idoles à remporter le trophée. Le jour de Noël en 2011, le groupe donne un concert au Saitama Super Arena pour leur plus grand public à ce jour : les 10 000 billets pour le concert se vendent tous.
En 2012, le groupe fait un passage très remarqué à Japan Expo, donnant plusieurs concerts et un show pour les 20 ans de Sailor Moon en duplex du Japon, lors duquel elles annoncent leur future participation pour le générique d'ouverture du nouvel anime prévu. Les filles participent au NHK Kouhaku Uta Gassen (NHK紅白歌合戦) en décembre 2012 et 2013. C’est une émission télévisée musicale populaire diffusée chaque année le soir du Réveillon du Nouvel An. Le programme Momoclo TV se classe 1re chaîne aux Ustream Awards entre 2012 et 2013.

### 5th Dimension(2013–2015)
En 2013, le groupe sort l'album 5th Dimension. En juin 2013, le clip vidéo de leur single Saraba, Itoshiki Kanashimitachi yo remporte le « Prix de la meilleure chorégraphie » aux MTV Video Music Awards Japan. En août 2013, le concert Momoclo Natsu no Bakasawagi World Summer Dive 2013 (ももクロ夏のバカ騒ぎ World Summer Dive 2013) a lieu au Nissan Stadium de Yokohama. 60 000 fans assistent au live.
En avril 2014, Ayaka Sasaki se casse le pied gauche au cours d’un enregistrement de l’émission TV Mujack (ミュージャック). Elle doit interrompre ses activités pendant une période de deux mois. En mai 2014, les filles sont apparues dans le drama Akumu-chan (悪夢ちゃん) avec en vedette Keiko Kitagawa. Elles forment un groupe spécial, KimoClo (きもクロ), en collaboration avec l’actrice. Le groupe sort par ailleurs son onzième single Naitemo Ii da yo, et atteint la première place à l'Oricon.
Ayaka Sasaki reprend ses activités peu après et avait bien avant doublé la voix de Athena (voix japonaise) dans le film Saint-Seiya Legend of Sanctuary, sorti en juin 2014. Ce sera la première apparition d'Ayaka Sasaki en tant qu’actrice de doublage. La membre des Momoclo y interprètera la voix d’Athena (Saori Kido) qui est l’héroïne principale. Ayaka déclare : « J’aime le personnage d’Athena car c’est une leader belle et forte. Je pense que la relation entre Athena et les Chevaliers est similaire à celle entre les Momoiro Clover Z et les fans comme ils essaient de nous protéger. C’est le début de la Ayaka Revolution ». En juillet 2014, Kanako Momota se produit sur scène dans la version théâtre de Sujinashi (スジナシ) à Nagoya. Elle y jouera une improvisation non scriptée. À cette même période, les Momoclo sortent leur douzième single major Moon Pride qui comporte les chansons thèmes de l’anime Pretty Guardian Sailor Moon Crystal.
À la fin de l'année, Momoclo s'associe avec le groupe de rock américain KISS pour un single intitulé Yume ni Ukiyo no Saitemina qui sort en deux éditions le 28 janvier 2015. Le single sort notamment sous format numérique sur iTunes dans plus de 120 pays. Cette association avec KISS porte ses fruits et le single se classe 2e du classement hebdomadaire des ventes de l'Oricon au Japon et reste classé pendant plus de deux semaines. Les membres jouent dans le film Maku ga Agaru (幕が上がる) sorti au cinéma en février 2015. Les chansons Seishunfu, Yuku Haru Kuru Haru et Link Link du groupe d'idoles sont utilisées dans le film. Le groupe sœur Tacoyaki Rainbow apparaissent aussi dans le long-métrage.
Elles participent à une campagne de promotion pour les centres commerciaux Aeon Mall en mars 2015. Les filles doublent les voix des personnages des anges dans le film Dragon Ball Z : La Résurrection de ‘F’ qui sortira en avril 2015. Elles interprètent également « Z » no Chikai (『Z』の誓い) qui est la chanson thème du film basé sur le manga de Toriyama Akira. Reni Tagaki forme la Team Murasaki Shikibu (Team紫しきぶ) avec Rika Mayama (Shiritsu Ebisu Chugaku) et Ohguro Yuzuki (Team Syachihoko) en juin 2015 ; chacune d'entre elles est sélectionnée car sa couleur est le violet dans son groupe respectif. Ayaka Sasaki fait une apparition en tant qu'invitée dans la pièce de théâtre Tokyo 03 Frolic a Holic Love Story « Torikaeshinotsukanai Sugata » (東京03 Frolic a Holic ラブストーリー『取り返しのつかない姿) au Akasaka Act Theater en juin 2015. Les Momoiro Clover Z participent à l'Anime Expo 2015 à Los Angeles, aux Etats-Unis, en juillet 2015. Le même mois, Reni Takagi est victime d'une fracture du poignet gauche lors de répétitions en juillet 2015 ; le diagnostic a été une fracture du radius distal, ce qui nécessite quatre mois avant une guérison complète.
En août 2015, les Momoclo participent à une campagne de prévention des catastrophes en compagnie du gouverneur métropolitain de Tokyo. Elles se sont présentées elles-mêmes comme des héroïnes.

### AmaranthusetHakkin no Yoake(depuis 2015)
Ayaka Sasaki dévoile son premier single solo My Cherry Pie (Koiki na Cherry Pie) / My Hamburger Boy (Uwaki na Hamburger Boy) qui sort le 23 août 2017.
En octobre 2017, Momoka Ariyasu sort son premier album Kokoro no Oto, faisant d'elle la première membre de Momoclo à sortir un album solo. Mais le 15 janvier 2018, elle annonce son futur retrait de l'industrie du divertissement, donc son départ de Momoiro Clover Z pour le 21 janvier, souhaitant mener une vie de femme ordinaire.

## Membres

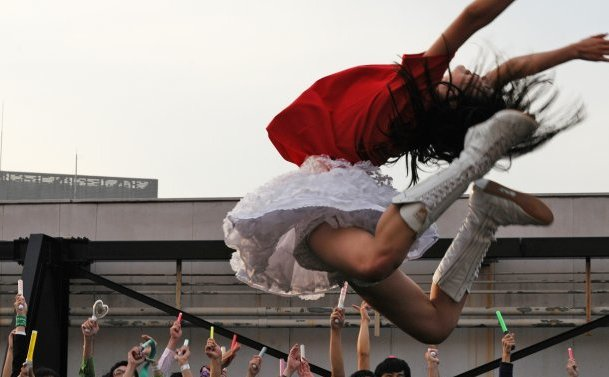
Kanako Momota sur scène.

Sur scène, les Momoiro Clover Z sont facilement distinguées par les couleurs qu'elles se sont attribuées et leurs vêtements ou costumes (parfois différents les uns des autres), ce qui est dans le style des spectacles japonais (Sentai; super-héros costumé),,.

### Membres actuels
| Nom                        | Naissance       | Âge    | Couleur attribuée | Remarques |
| -------------------------- | --------------- | ------ | ----------------- | --------- |
| Reni Takagi (高城れに)     | 21 juin 1993    | 31 ans | Violet            | Ex-leader |
| Kanako Momota (百田夏菜子) | 12 juillet 1994 | 30 ans | Rouge             | Leader    |
| Shiori Tamai (玉井詩織)    | 4 juin 1995     | 29 ans | Jaune             |           |
| Ayaka Sasaki (佐々木彩夏)  | 11 juin 1996    | 28 ans | Rose              |           |

### Anciens membres
| Nom                       | Naissance    | Âge    | Couleur attribuée | Remarques                               |
| ------------------------- | ------------ | ------ | ----------------- | --------------------------------------- |
| Akari Hayami (早見あかり) | 17 mars 1995 | 29 ans | Bleu              | Ex sous-leader ; diplômée en avril 2011 |
| Momoka Ariyasu (有安杏果) | 15 mars 1995 | 29 ans | Vert              | Diplômée en janvier 2018                |

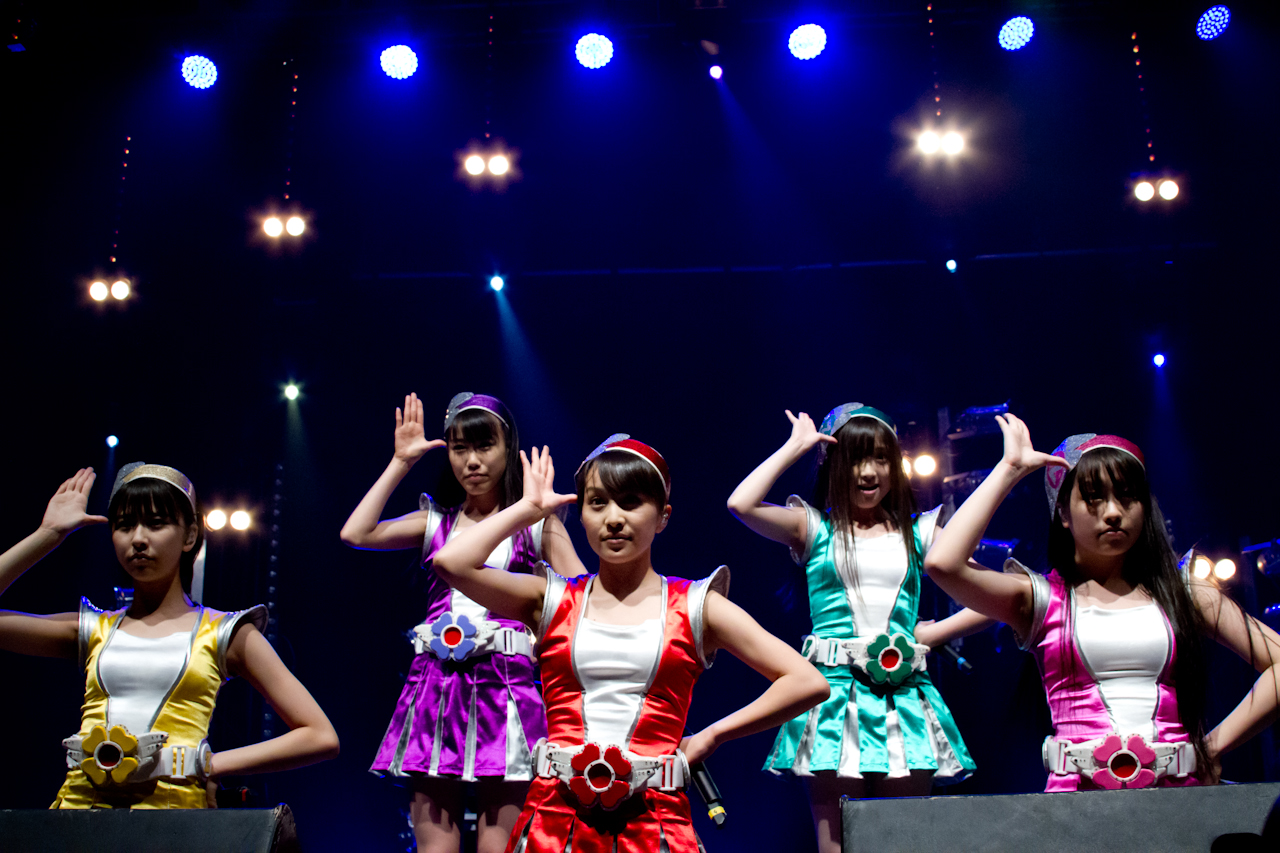
Live à Japan Expo, 2012.

Le groupe a eu plusieurs autres membres du personnel avant ses débuts:
- Runa Yumikawa (弓川 留奈?)
- Tsukina Takai (高井つき奈?)
- Miyū Wagawa (和川未優?)
- Manami Ikura (伊倉愛美?)
- Sumire Fujishiro (藤白すみれ?)
- Yukina Kashiwa (柏幸奈?)

## Discographie

### Albums studio
| 1           | 27 juillet 2011 | Battle and Romance      | バトル アンド ロマンス |
| 2           | 10 avril 2013   | 5th Dimension           | 5TH DIMENSION          |
| 3           | 17 février 2016 | Amaranthus              | AMARANTHUS             |
| 4           | 17 février 2016 | Hakkin no Yoake         | 白金の夜明け           |
| Compilation |                 |                         |                        |
| 1           | 5 juin 2013     | Iriguchi no Nai Deguchi | 入口のない出口         |

### Singles
| #                    | Date de sortie       | Titre du single                                        | En japonais/Typographie              | Remarques                                 |                      |                      |                      |                      |
| Singles indépendants | Singles indépendants | Singles indépendants                                   | Singles indépendants                 | Singles indépendants                      | Singles indépendants | Singles indépendants | Singles indépendants | Singles indépendants |
| -------------------- | -------------------- | ------------------------------------------------------ | ------------------------------------ | ----------------------------------------- | -------------------- | -------------------- | -------------------- | -------------------- |
| 1                    | 5 août 2009          | Momoiro Punch                                          | ももいろパンチ                       | sous Momoiro Clover                       |                      |                      |                      |                      |
| 2                    | 11 novembre 2009     | Mirai e Susume!                                        | 未来へススメ!                        | sous Momoiro Clover                       |                      |                      |                      |                      |
| Singles en major     |                      |                                                        |                                      |                                           |                      |                      |                      |                      |
| 1                    | 5 mai 2010           | Ikuze! Kaitō Shōjo                                     | 行くぜっ!怪盗少女                    | sous Momoiro Clover                       |                      |                      |                      |                      |
| 2                    | 10 novembre 2010     | Pinky Jones                                            | ピンキージョーンズ                   | sous Momoiro Clover                       |                      |                      |                      |                      |
| 3                    | 9 mars 2011          | Mirai Bowl / Chai Maxx                                 | ミライボウル/Chai Maxx               | sous Momoiro Clover ; dernier avec Akarin |                      |                      |                      |                      |
| 4                    | 6 juillet 2011       | Z Densetsu ~Owarinaki Kakumei~                         | Z伝説～終わりなき革命～              |                                           |                      |                      |                      |                      |
| 5                    | 6 juillet 2011       | D' no Junjō                                            | Ｄ'の純情                            |                                           |                      |                      |                      |                      |
| 6                    | 23 novembre 2011     | Rōdō Sanka                                             | 労働讃歌                             |                                           |                      |                      |                      |                      |
| 7                    | 7 mars 2012          | Mōretsu Uchū Kōkyōkyoku Dai Nana Gakushō "Mugen no Ai" | 猛烈宇宙交響曲・第七楽章「無限の愛」 |                                           |                      |                      |                      |                      |
| 8                    | 27 juin 2012         | Otome Sensō                                            | Z女戦争                              |                                           |                      |                      |                      |                      |
| 9                    | 21 novembre 2012     | Saraba, Itōshiki Kanashimitachi yo                     | サラバ、愛しき悲しみたちよ           |                                           |                      |                      |                      |                      |
| 10                   | 6 novembre 2013      | Gounn                                                  | GOUNN                                |                                           |                      |                      |                      |                      |
| 11                   | 8 mai 2014           | Naitemo Iin da yo                                      | 泣いてもいいんだよ                   |                                           |                      |                      |                      |                      |
| 12                   | 30 juillet 2014      | Moon Pride                                             | MOON PRIDE                           |                                           |                      |                      |                      |                      |
| 13                   | 11 mars 2015         | Seishunfu                                              | 青春賦                               |                                           |                      |                      |                      |                      |
| 14                   | 29 avril 2015        | "Z" no Chikai                                          | 『Z』の誓い                          |                                           |                      |                      |                      |                      |
| 15                   | 7 septembre 2016     | The Golden History                                     | ザ・ゴールデン・ヒストリー           |                                           |                      |                      |                      |                      |
| 16                   | 2 août 2017          | Blast!                                                 | BLAST!                               | dernier avec Momoka                       |                      |                      |                      |                      |
| 17                   | 11 avril 2018        | Xiao Yi Xiao                                           | 笑一笑 ～シャオイーシャオ！～        |                                           |                      |                      |                      |                      |

## Filmographie
- 2010 : Shirome (シロメ)
- 2011 : Shimin Police 69 (市民ポリス69)
- 2012 : NINIFUNI
- 2012 : momo+dra (ももドラ)

### Télévision
- 2009-2010 : Star☆Don
- 2010-2011 : Shouchuukou Ikkan Momoebi Hakuen
- 2010-2011 : Idolchin
- 2011 : Star Momo Donburi ~ Itadakiyasu!
- 2011 : Momoiro Clover Maru Hadaka Variety Bessatsu Momoclo Chan
- 2011 : Momoclo Shiki Kengaku Guide Momoken!!
- 2012 : Momoclo Dan